# Epeus mirus
Epeus mirus är en spindelart som först beskrevs av George William Peckham och Elizabeth Maria Gifford Peckham 1907.  Epeus mirus ingår i släktet Epeus och familjen hoppspindlar. Inga underarter finns listade i Catalogue of Life.